# Gerontophilia
Gerontophilia è un film del 2013 diretto da Bruce LaBruce e co-sceneggiato da LaBruce insieme allo scrittore Daniel Allen Cox.

## Trama
Lake è un ragazzo che viene assunto in una casa di riposo. Qui sviluppa un'attrazione romantica e sessuale per il signor Peabody, un anziano residente della struttura.

## Produzione
Il film ha ricevuto fondi sia da Telefilm Canada che da SODEC, così come da una campagna di crowdfunding su Indiegogo.

## Distribuzione
La pellicola è stato presentata il 9 settembre 2013 nella sezione delle avanguardie al Toronto International Film Festival. Inoltre è stato presentato nella Giornata degli Autori del Queer Lion 2013, parte della 70ª Mostra internazionale d'arte cinematografica di Venezia.

## Critica
Il film è stato descritto come un Harold e Maude gay. Diversamente dalla maggior parte dei precedenti film di LaBruce, Gerontophilia non è sessualmente esplicito; infatti LaBruce ha scelto di adattare le sue tradizionali tematiche relative ai tabù sessuali in un film più appetibile al grande pubblico.